# Laprade (Aude)
Laprade es una comuna francesa situada en el departamento de Aude, en la región de Occitania.

## Demografía
| 136 | 116 | 104 | 78 | 75 | 80 | 116 |
| Para los censos de 1962 a 1999 la población legal corresponde a la población sin duplicidades (Fuente: INSEE [Consultar]) |     |     |    |    |    |     |